# Tubo de luz

Reflexão externa total, tubo de luz oco.

Os tubos de luz (também conhecidos como tubos solares, claraboias tubulares ou túneis solares) são estruturas que transmitem ou distribuem luz natural ou artificial para fins de iluminação e são exemplos de guias de ondas ópticas.

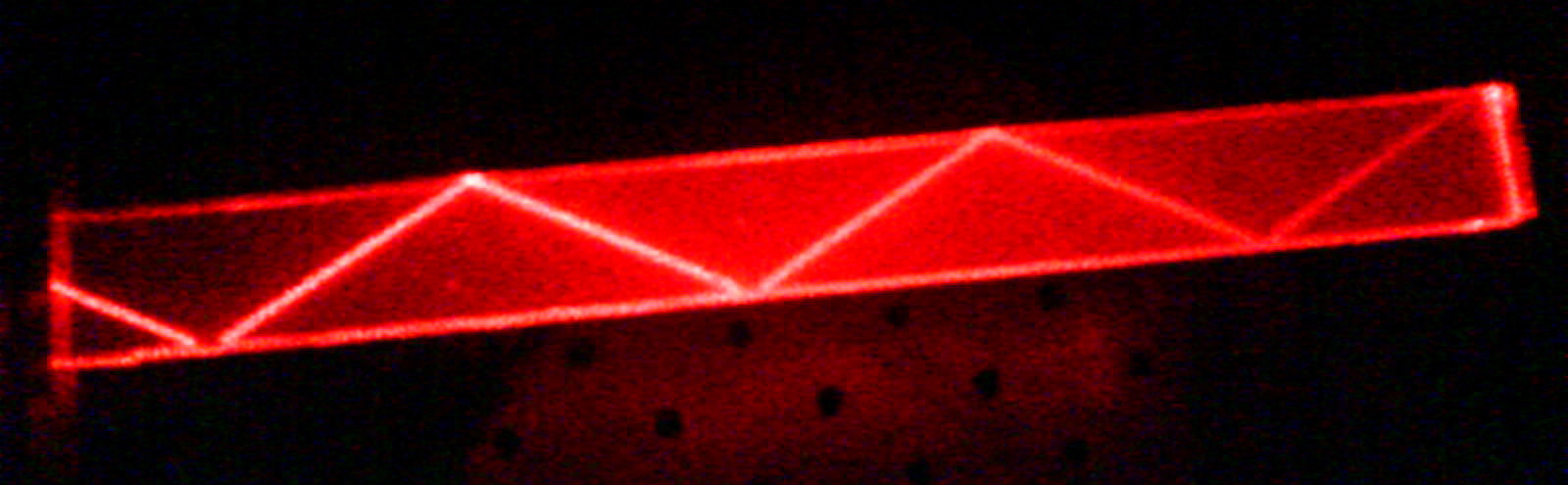
Reflexão interna total, bloco de acrílico.

Na sua aplicação à iluminação natural, eles também são frequentemente chamados de dispositivos tubulares de iluminação natural, tubos solares, escopos solares ou tubos de luz natural. Eles podem ser divididos em duas grandes categorias: estruturas ocas que contêm a luz com superfícies reflexivas; e sólidos transparentes que contêm a luz por reflexão interna total. Os princípios da óptica sem geração de imagens regem o fluxo de luz através deles.

## Tipos

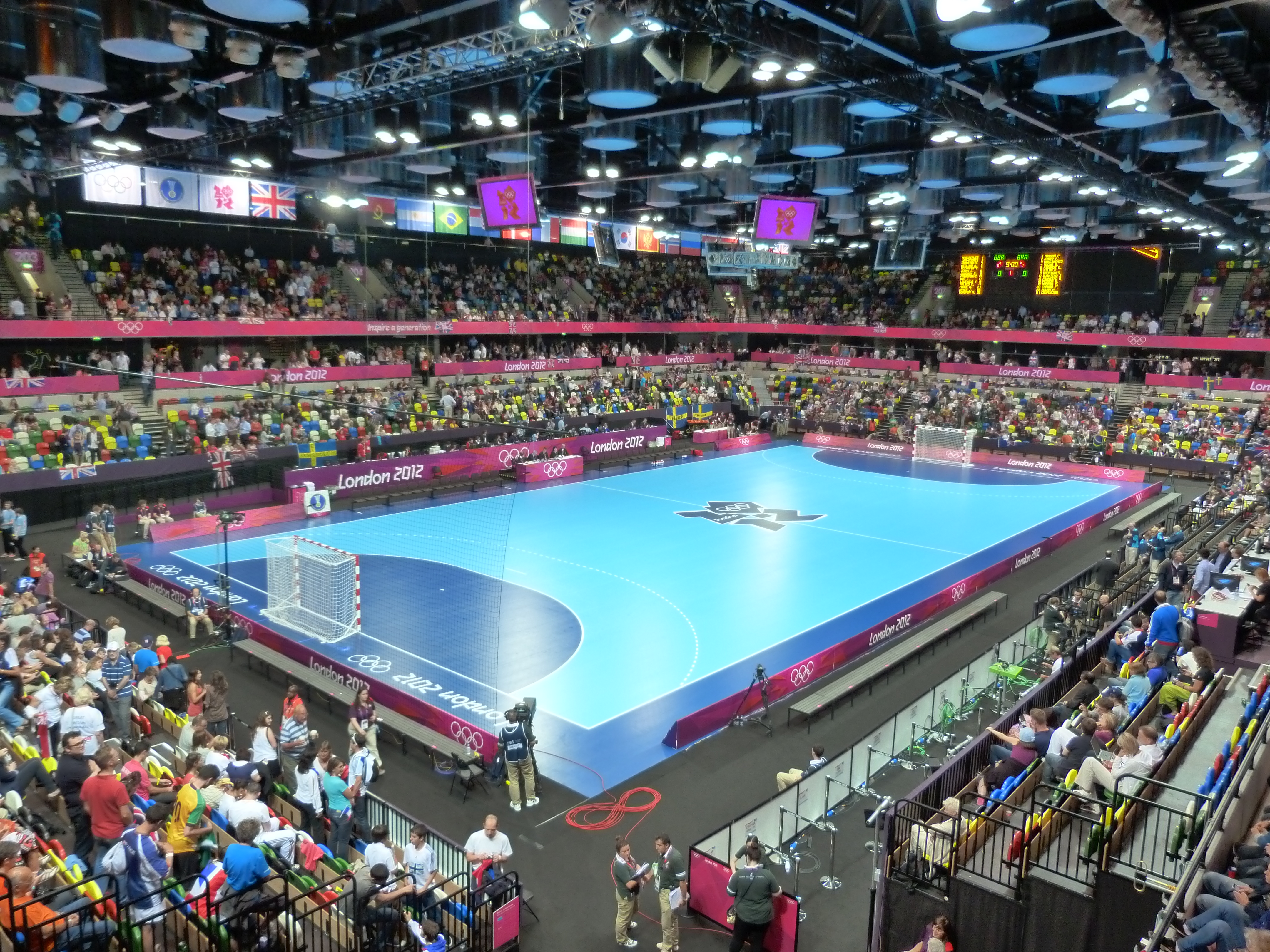
A arena Copper Box, sede do andebol nas Olimpíadas de Verão de 2012, utiliza tubos de luz para reduzir o consumo de energia.

### Tubos de luz infravermelha
O fabrico de tubos de luz infravermelha personalizados, guias de onda ocos e homogeneizadores não é trivial. Isto ocorre porque estes tubos são revestidos com um revestimento refletivo infravermelho de ouro altamente polido, que pode ser aplicado em espessura suficiente para permitir que estes tubos sejam usados em atmosferas altamente corrosivas. O negro de fumo pode ser aplicado em certas partes de tubos de luz para absorver luz infravermelha (ver fotónica). Isto é feito para limitar a luz infravermelha a apenas certas áreas do tubo.
Embora a maioria dos tubos de luz seja produzida com uma secção transversal redonda, eles não se limitam a essa geometria. Secções transversais quadradas e hexagonais são usadas em aplicações especiais. Tubos hexagonais tendem a produzir o tipo mais homogéneo de luz infravermelha. Os canos não precisam ser retos. Curvas no tubo têm pouco efeito na eficiência.

### Tubo de luz com material refletivo
Os primeiros sistemas refletores comerciais foram patenteados e comercializados na década de 1850 por Paul Emile Chappuis em Londres, utilizando várias formas de designs de espelhos angulares. Os refletores da Chappuis Ltd estavam em produção contínua até a fábrica ser destruída em 1943. O conceito foi redescoberto e patenteado em 1986 pela Solatube International da Austrália. Este sistema foi comercializado para uso residencial e comercial generalizado. Outros produtos de iluminação natural estão no mercado sob vários nomes genéricos, como "SunScope", "solar pipe", "light pipe", "light tube" e "tubular skylight".
Um tubo revestido com material altamente refletivo conduz os raios de luz através de um edifício, partindo de um ponto de entrada localizado no seu telhado ou numa de suas paredes externas. Um tubo de luz não é projetado para geração de imagens (ao contrário de um periscópio, por exemplo); portanto, distorções de imagem não representam problema e são, de muitas maneiras, incentivadas devido à redução da luz "direcional".
O ponto de entrada geralmente é composto por uma cúpula, que tem a função de coletar e refletir o máximo possível de luz solar para dentro do tubo. Muitas unidades também têm "coletores" direcionais, "refletores" ou até mesmo dispositivos de lentes de Fresnel que auxiliam na coleta de luz direcional adicional pelo tubo.
Em 1994, o Windows and Daylighting Group do Laboratório Nacional Lawrence Berkeley desenvolveu uma série de protótipos de tubos de luz horizontais para aumentar a iluminância da luz natural em distâncias de 4,6 a 9,1 m, para melhorar a uniformidade da distribuição da luz natural e o gradiente de luminância no ambiente sob condições variáveis de sol e céu ao longo do ano. Os tubos de luz foram projetados para transportar passivamente a luz do dia através de áreas de envidraçamento de entrada relativamente pequenas, refletindo a luz solar a profundidades maiores do que as janelas laterais ou claraboias convencionais.
Uma configuração na qual um painel de acrílico cortado a laser é disposto para redirecionar a luz do sol para um tubo espelhado orientado horizontal ou verticalmente, combinado com um sistema de difusão de luz com um arranjo triangular de painéis cortados a laser que espalham a luz na sala, foi desenvolvida na Universidade de Tecnologia de Queensland em Brisbane. Em 2003, Veronica Garcia Hansen, Ken Yeang e Ian Edmonds receberam o Prémio de Inovação da Far East Economic Review em bronze por este desenvolvimento.
A eficiência da transmissão de luz é maior se o tubo for curto e reto. Em tubos mais longos, angulares ou flexíveis, parte da intensidade da luz é perdida. Para minimizar as perdas, uma alta refletividade do revestimento do tubo é crucial; os fabricantes afirmam que a refletividade dos seus materiais, na faixa visível, pode chegar a quase 99,5 por cento.
No ponto final (o ponto de uso), um difusor espalha a luz pelo ambiente.
Os primeiros tubos de luz horizontais passivos em escala real foram construídos no Laboratório de Luz Natural da Universidade Texas A&M, onde o desempenho anual da luz natural foi avaliado minuciosamente numa sala com rotação de 360 graus, com 6 m de largura por 10 m de profundidade. O tubo é revestido com uma película refletiva especular de 99,3% e o elemento de distribuição na extremidade do tubo de luz consiste em uma película radial difusora de 4,6 m de comprimento com uma transmitância visível de 87%. O tubo de luz introduz níveis de iluminância consistentes que variam entre 300 e 2.500 lux durante todo o ano a distâncias entre 7,6 m a 10 m.
Para otimizar ainda mais o uso da luz solar, pode ser instalado um heliostato que rastreia o movimento do sol, direcionando assim a luz solar para o tubo de luz em todos os momentos do dia, na medida em que as limitações do ambiente permitirem, possivelmente com espelhos adicionais ou outros elementos refletivos que influenciam o caminho da luz. O heliostato pode ser ajustado para capturar o luar à noite.

### Fibra ótica
Fibras óticas também podem ser usadas para iluminação natural. Um sistema de iluminação solar baseado em fibras óticas plásticas estava em desenvolvimento no Laboratório Nacional de Oak Ridge em 2004. O sistema foi instalado no Museu Americano de Ciência e Energia, Tennessee, EUA, em 2005, e lançado no mercado no mesmo ano pela empresa Sunlight Direct. Entretanto, este sistema foi retirado do mercado em 2009.
Tendo em vista o diâmetro geralmente pequeno das fibras, uma configuração eficiente de iluminação natural requer um coletor parabólico para rastrear o sol e concentrar a sua luz. As fibras óticas destinadas ao transporte de luz precisam de  propagar o máximo de luz possível dentro do núcleo; em contraste, as fibras óticas destinadas à distribuição de luz são projetadas para deixar parte da luz vazar através do seu revestimento.
As fibras óticas também são usadas no sistema Bjork vendido pela Parans Solar Lighting AB. As fibras óticas neste sistema são feitas de PMMA (Polimetilmetacrilato) e revestidas com Megolon, uma resina termoplástica livre de halogénio. Um sistema como este, no entanto, é bastante caro.
O sistema Parans  consiste em três partes. Um coletor, cabos de fibra ótica e luminárias espalhando a luz no ambiente interno. Um ou mais coletores são colocados no edifício ou perto dele, em um local onde tenham bom acesso à luz solar direta. O coletor é composto por lentes montadas em perfis de alumínio com um vidro de cobertura como proteção. Essas lentes concentram a luz solar nos cabos de fibra ótica.
Os coletores são modulares, o que significa que vêm com 4, 6, 8, 12 ou 20 cabos, dependendo da necessidade. Cada cabo pode ter um comprimento individual. Os cabos de fibra ótica transportam a luz natural por 100 metros (30 andares) para dentro e através da propriedade, mantendo um alto nível de qualidade e intensidade de luz. Exemplos de implementações são o Aeroporto Kastrup, a Universidade do Arizona e a Universidade de Estocolmo.
Um sistema semelhante, mas usando fibras óticas de vidro, já havia sido estudado no Japão.
A Corning Inc. fabrica a fibra difusora de luz Fibrance. O Fibrance funciona ao emitir um laser através de um cabo de fibra ótica difusor de luz. O cabo emite um brilho iluminado.
Fibras óticas são usadas em fibroscópios para aplicações de geração de imagens.

### Guias de luz ocos transparentes
Um guia de luz prismático foi desenvolvido em 1981 por Lorne Whitehead, um professor de física da Universidade da Colúmbia Britânica, e tem sido usado na iluminação solar para o transporte e distribuição de luz. Um grande tubo solar baseado no mesmo princípio foi instalado no estreito pátio de um edifício de 14 andares de um escritório de advocacia em Washington, DC, em 2001, e uma proposta semelhante foi feita para Londres. Um sistema adicional foi instalado em Berlim.
A empresa 3M desenvolveu um sistema baseado em película de iluminação ótica e desenvolveu o tubo de luz 3M, que é um guia de luz projetado para distribuir a luz uniformemente no seu comprimento, com uma película fina incorporando prismas microscópicos,  que foi comercializado em conexão com fontes de luz artificiais, por exemplo, lâmpadas de enxofre.
Ao contrário de uma fibra ótica que tem um núcleo sólido, um guia de luz prismático conduz a luz através do ar e, portanto, é chamado de guia de luz oco.
O projeto ARTHELIO, parcialmente financiado pela Comissão Europeia, foi uma investigação realizada entre 1998 e 2000 sobre um sistema de mistura adaptativa de luz solar e artificial, que inclui uma lâmpada de enxofre, um heliostato e guias de luz ocos para transporte e distribuição de luz.
A Disney experimentou o uso da impressão 3D para imprimir guias de luz internos para brinquedos iluminados.

### Sistema baseado em fluorescência
Num sistema desenvolvido pela Fluorosolar e pela Universidade de Tecnologia de Sydney, duas camadas de polímero fluorescente num painel plano capturam luz solar de ondas curtas, particularmente luz ultravioleta, gerando luz vermelha e verde, respetivamente, que são guiadas para o interior de um edifício. Lá, a luz vermelha e verde é misturada com luz azul artificial para produzir luz branca, sem infravermelho ou ultravioleta. Este sistema, que coleta luz sem a necessidade de peças móveis, como um heliostato ou um coletor parabólico, tem como objetivo transferir luz para qualquer lugar dentro de um edifício. Ao capturar o ultravioleta, o sistema pode ser especialmente eficaz em dias claros, mas nublados; isto ocorre porque o ultravioleta é menos diminuído pela cobertura de nuvens do que os componentes visíveis da luz solar.

## Propriedades e aplicações

### Sistemas de iluminação solar e híbridos

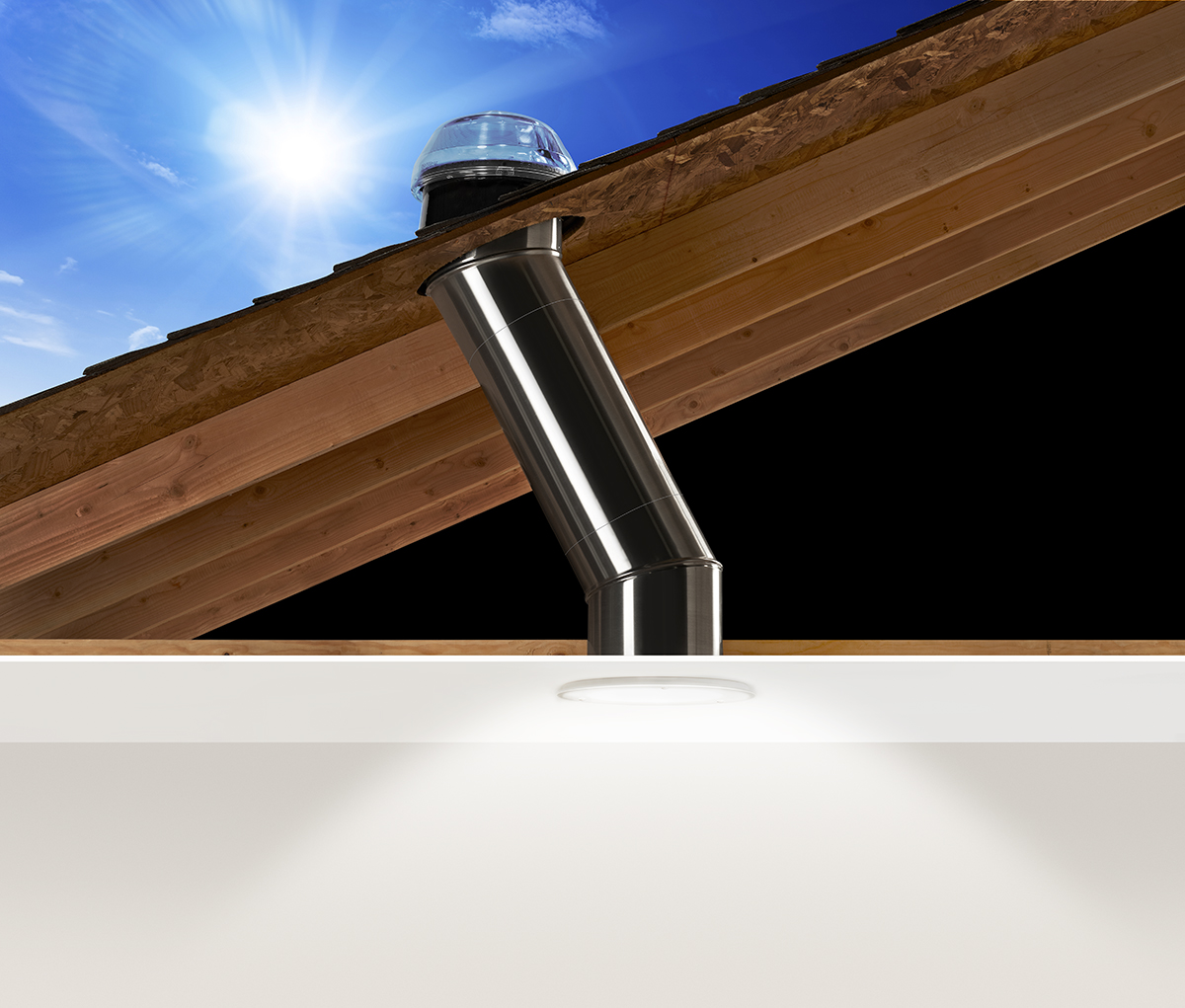
Um tubo de luz simples, mostrando a coleta, transmissão e distribuição.

Os tubos de luz solar, comparados às claraboias convencionais e outras janelas, oferecem melhores propriedades de isolamento térmico e mais flexibilidade para uso em salas internas, mas menos contacto visual com o ambiente externo.
No contexto do transtorno afetivo sazonal, pode valer a pena considerar que uma instalação adicional de tubos de luz aumenta a quantidade de exposição diária à luz natural. Desta forma, seria possível contribuir para o bem-estar dos moradores ou funcionários, evitando efeitos de iluminação excessiva.
Em comparação com as luzes artificiais, os tubos de luz têm a vantagem de fornecer luz natural e economizar energia. A luz transmitida varia ao longo do dia; caso isso não seja desejado, os tubos de luz podem ser combinados com luz artificial numa configuração híbrida.
Algumas fontes de luz artificial são comercializadas com um espectro semelhante ao da luz solar, pelo menos na faixa do espectro visível humano, bem como baixa cintilação.  O seu espectro pode ser ajustado para variar dinamicamente, de modo a imitar mudanças na luz natural ao longo do dia. Os fabricantes e vendedores destas fontes de luz afirmam que os seus produtos podem proporcionar os mesmos efeitos na saúde ou efeitos semelhantes aos da luz natural. Quando considerados como alternativas aos tubos de iluminação solar, estes produtos podem ter custos de instalação mais baixos, mas consomem energia durante o uso; portanto, podem ser mais desperdiçadores em termos de recursos e custos gerais de energia.

### Aplicações de segurança
Devido ao tamanho relativamente pequeno e à alta saída de luz dos tubos solares, eles têm uma aplicação ideal para situações de segurança, como prisões, celas de polícia e outros locais onde o acesso restrito é necessário. Por ter diâmetro estreito e não ser muito afetado por grades de segurança internas, isso fornece luz natural para áreas sem fornecer conexões elétricas ou acesso de fuga, e sem permitir que objetos sejam passados para uma área segura.